# Studzieniec (województwo świętokrzyskie)
Studzieniec – wieś w Polsce położona w województwie świętokrzyskim, w powiecie koneckim, w gminie Fałków.
| SIMC    | Nazwa  | Rodzaj     |
| ------- | ------ | ---------- |
| 1017422 | Trawno | przysiółek |

W latach 1975–1998 miejscowość położona była w województwie piotrkowskim.
W 2011 miejscowość zamieszkiwało 151 osób.
Przez miejscowość przepływa niewielka rzeka Barbarka, dopływ Czarnej.
Wierni Kościoła rzymskokatolickiego należą do parafii Świętej Trójcy w Fałkowie.